# Shūkan Shōnen Champion
Shūkan Shōnen Champion (週刊少年チャンピオン Shūkan Shōnen Chanpion?), también conocida como Weekly Shōnen Champion en inglés, es una revista semanal japonesa de manga shōnen publicada por la editorial Akita Shoten.

## Historia
Shūkan Shōnen Champion se publicó por primera vez el 15 de julio de 1969. Ha tenido numerosas series populares de mangakas como Osamu Tezuka, Gō Nagai, Shinji Mizushima, Masami Kurumada, Keisuke Itagaki, entreo otros. La revista se publica todos los jueves. Tuvo una tirada de 250 mil desde el 1 de octubre de 2018 hasta el 30 de septiembre de 2019.

## Serie de manga actualmente en publicación
Actualmente hay 21 títulos de manga serializados en Shūkan Shōnen Champion. De ellos, Saint Seiya Next Dimension y Baki Gaiden: Scarface se publican de forma irregular.
| Título | Autor(es)                                    | Primera publicación      |
| --- | -------------------------------------------- | ------------------------ |
| Appare! Urayasu Tekkin Kazoku (あっぱれ!浦安鉄筋家族?)                                                                 | Kenji Hamaoka                                | 15 de marzo de 2018      |
| Atsumare! Fushigi Kenkyū-bu (あつまれ!ふしぎ研究部?)                                                                   | Masahiro Anbe                                | 29 de septiembre de 2016 |
| Baki Dou (バキ道?) | Keisuke Itagaki                              | 4 de octubre de 2018     |
| Baki Gaiden: Scarface (バキ外伝 疵面-スカーフェイス-?)                                                                 | Keisuke Itagaki, Yukinao Yamauchi            | 17 de enero de 2009      |
| Hachigatsu no Cinderella Nine S (八月のシンデレラナインS?)                                                             | Kōichirō Hoshino, Akatsuki                   | 19 de agosto de 2021     |
| Harigane Service Ace (ハリガネサービスACE?)                                                                            | Ara Tatsuya                                  | 8 de noviembre de 2018   |
| Koe ga dasenai Shoujo wa "Kanojo ga Yasashisugiru" to Omotte iru (声がだせない少女は「彼女が優しすぎる」と思っている?) | Ichi Yamura                                  | 13 de febrero de 2020    |
| Kyūketsuki Sugu Shinu (吸血鬼すぐ死ぬ?)                                                                                | Itaru Bonnoki                                | 25 de junio de 2015      |
| Lupin the Third: Neighbor World Princess (ルパン三世 異世界の姫君ネイバーワールドプリンセス?)                          | Monkey Punch, Yōsuke Saeki, Keyaki Uchi-Uchi | 26 de agosto de 2021     |
| Mairimashita! Iruma-kun (魔入りました!入間くん?)                                                                       | Osamu Nishi                                  | 2 de marzo de 2017       |
| Makai no Shuyaku wa Wareware da! (魔界の主役は我々だ!?)                                                                | Osamu Nishi, Koneshima, Atsushi Tsudanuma    | 9 de enero de 2020       |
| Meika-san wa Oshi Korosenai (メイカさんは押しころせない?)                                                              | Shōki Satō                                   | 23 de enero de 2020      |
| Mokuyoubi no Furutto (木曜日のフルット?)                                                                               | Masakazu Ishiguro                            | 10 de enero de 2009      |
| Mō Ippon! (もういっぽん!?)                                                                                             | Yu Muraoka                                   | 18 de octubre de 2018    |
| Saint Seiya Next Dimension (聖闘士星矢 NEXT DIMENSION 冥王神話?)                                                       | Masami Kurumada                              | 27 de abril de 2006      |
| Sanda | Paru Itagaki                                 | 14 de julio de 2021      |
| Shy | Bukimi Miki                                  | 1 de agosto de 2019      |
| Tōgen Anki (桃源暗鬼 Tōgen Anki?)                                                                                      | Yura Urushibara                              | 11 de junio de 2020      |
| Worst Gaiden Guriko (WORST外伝 グリコ?)                                                                                | Hiroshi Takahashi, Ryuuta Suzuki             | 17 de enero de 2019      |
| Yankee JK Kuzuhana-chan (ヤンキーJKクズハナちゃん?)                                                                    | Toshinori Sogabe                             | 19 de marzo de 2020      |
| Yowamushi Pedal (弱虫ペダル?)                                                                                          | Wataru Watanabe                              | 21 de febrero de 2008    |

## Series anteriormente publicadas enShūkan Shōnen Champion
- 750 Rider
- Abashiri Ikka
- Alabaster
- Akumetsu
- Apocalypse Zero
- Babel II
- Baki the Grappler
- Beastars
- Black Jack
- Clover
- Cutie Honey
- Dokaben
- Don Dracula
- Duke Goblin
- Eiken
- Eko Eko Azarak
- Gaki Deka
- Harigane Service
- Hungry Heart: Wild Striker
- Iron Wok Jan
- Jitsu wa Watashi wa
- Kaze ga Gotoku
- Low Teen Blues
- Mirai Keisatsu Urashiman
- Mitsudomoe
- Muteki Kanban Musume
- My-HiME
- My-Otome
- Nana-iro Inko
- Nanaka 6/17
- Penguin Musume
- Plawres Sanshiro
- Rokudou no Onna-tachi
- Saint Seiya: The Lost Canvas
- s-CRY-ed
- Shichinin no Nana
- Shinryaku! Ika Musume
- Shūjin Riku
- Sugarless
- The Crater
- Urayasu Tekkin Kazoku
- Yuuyake Banchō
- Zenikko